# Георгиос Ралис
Георгиос Йоану Ралис (на гръцки: Γεώργιος Ιωάννου Ράλλης) е гръцки политик, министър-председател на Гърция през 1980 – 1981 г.

## Биография
Георгиос е роден в изтъкнато атинско семейство с дълги традиции в гръцкия политически живот. Дядо му Димитриос Ралис е петкратен министър-председател на Гърция. Баща му Йоанис Ралис е премиер на прогерманското колаборационистко правителство през 1943 – 1944.
Георгиос завършва право в Атинския университет през 1939 г. Участва в Итало-гръцката война (1940). След сключване на примирието се завръща в Атина и започва адвокатска практика.
През 1944 г. участва в Гражданската война в редовете на редовната правителствена армия. Уволнява се през декември 1948 г.
На парламентарните избори през 1950 г. е избран за депутат и оттогава е избиран на всички последващи избори, с изключение на 1958 г. През 1954 влиза за пръв път в правителството като държавен министър в кабинета на Александрос Папагос. След смъртта му Ралис е министър в повечето кабинети на Константинос Караманлис от 1955 до 1963 г.
След военния преврат през 1967 г. Ралис първоначално е арестуван и заточен, а впоследствие му е позволено да емигрира.
След възстановяването на демокрацията през 1974 г. Ралис се завръща в Гърция и се присъединява към кабинета на Константинос Караманлис. През 1978 – 1980 е външен министър на страната. След избирането на Караманлис за президент Ралис става лидер на Нова демокрация и министър-председател на Гърция от (май 1980 до октомври 1981).
Поради загубата на изборите през октомври 1981 г. Ралис подава оставка като лидер. Заради разногласия с наследника си Константинос Мицотакис той дори излиза от групата на Нова демокрация като независим депутат. След напускането на политиката Ралис се оттегля в семейното имение на остров Корфу.
През 1947 г. Георгиос Ралис публикува книгата „Йоанис Ралис говори от гроба“, написана в затвора от баща му Йоанис Ралис, в която авторът се разкайва за постъпките си.